# Tōgane
Tōgane è una città giapponese della prefettura di Chiba.